# Kathedrale von Palermo

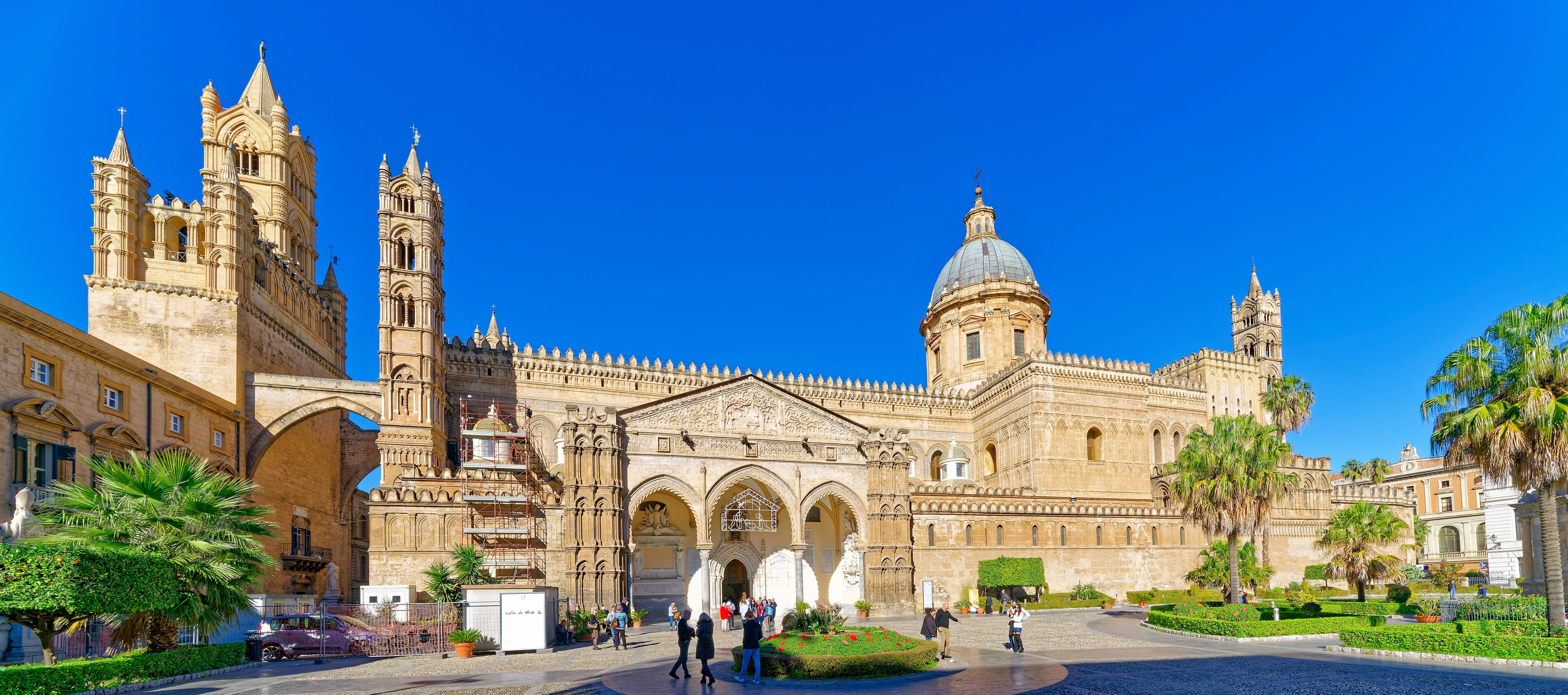
Dom zu Palermo

Der Dom zu Palermo (italienisch Cattedrale di Palermo, offiziell Cattedrale Metropolitana della Santa Vergine Maria Assunta) ist die Kathedrale des römisch-katholischen Erzbistums Palermo in der sizilianischen Stadt Palermo. Er liegt in der Nähe des Normannenpalasts in der historischen Altstadt. Der gegenwärtige Bau wurde 1184/1185 im normannisch-arabisch-byzantinischen Stil errichtet und erfuhr im Laufe der Jahrhunderte mehrere Umbauten. Aufgrund seiner ersten Bauperiode wird er auch als Normannendom bezeichnet. Für Deutschland ist der Dom zu Palermo von besonderer Bedeutung, da sich dort die Gräber der Stauferkaiser Heinrich VI., Friedrich II. und Kaiserin Konstanze von Sizilien befinden.

## Geschichte

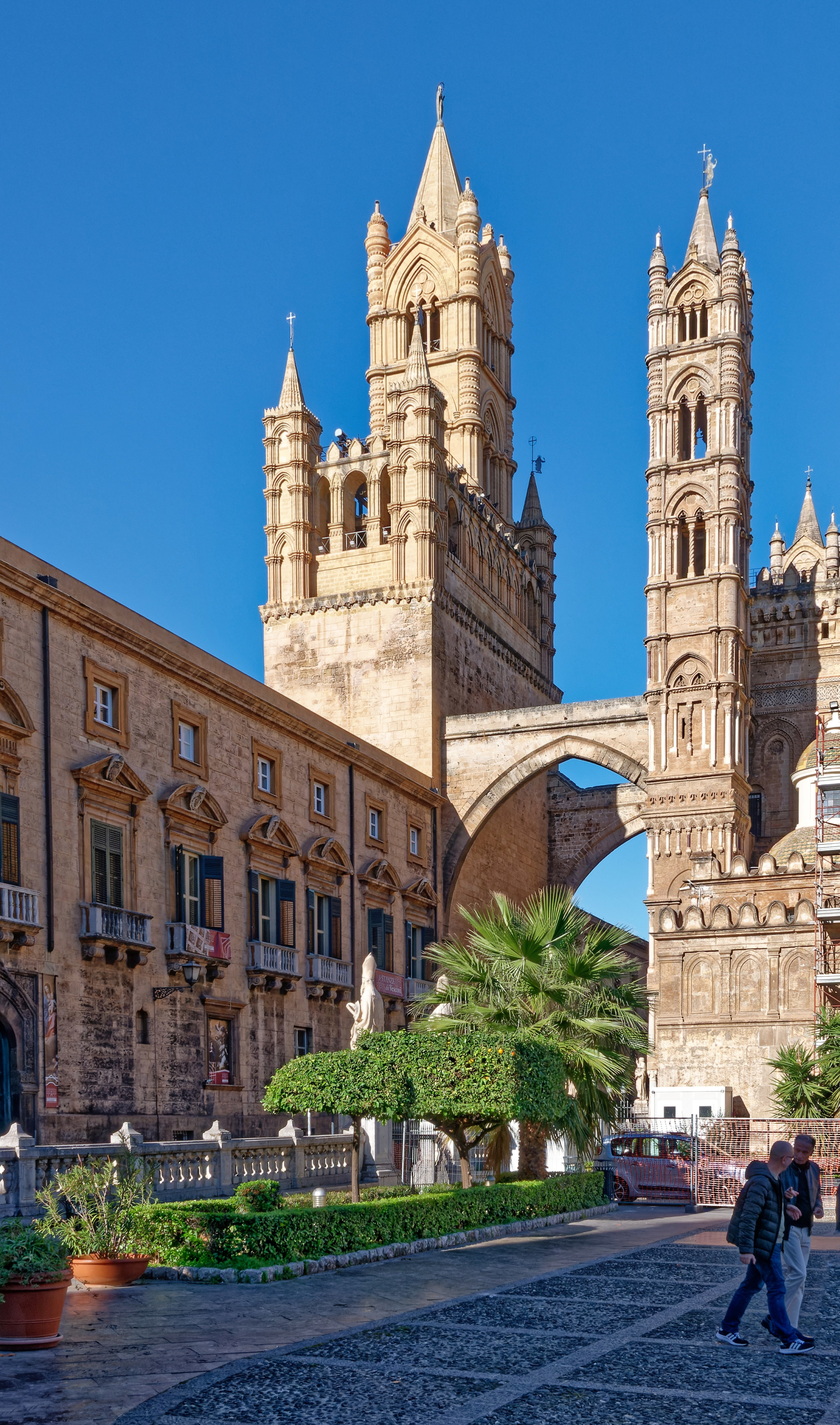
Der massive Westturm

Am Ort des heutigen Gebäudes war schon im 6. Jahrhundert unter Papst Gregor dem Großen eine Kathedrale errichtet worden. Die Araber hatten diese Kathedrale in eine Moschee umgewandelt. Zu dieser „Großen Moschee“ Palermos gehörten nicht nur das Gebetshaus für das Freitagsgebet, sondern auch eine Hochschule (Madrasa), Bibliotheken, Bäder usw. Nach der Eroberung Palermos durch Roger I. wurde die Moschee wieder Sitz des Erzbischofs.
Als die alte Kathedrale 1169 durch ein Erdbeben stark beschädigt wurde, beschloss Erzbischof Walter, sie abzureißen und neu zu errichten. Der Neubau wurde in den Jahren 1184–1185 errichtet. Dabei wurde nicht nur die ursprüngliche Kathedrale abgerissen, sondern auch die zu der Großen Moschee gehörenden Nebengebäude. Der Dom trägt den offiziellen Namen „Cattedrale Metropolitana della Santa Vergine Maria Assunta“ und ist damit Mariä Aufnahme in den Himmel geweiht.
Im 14. bis 16. Jahrhundert erfuhr das Bauwerk fortlaufende Erweiterungen. Die ursprünglich nicht über das Mittelschiff hinausragenden vier Ecktürme bekamen einen gotischen Aufsatz. Der Haupteingang wurde von der Westfassade auf die südliche Längsseite der Kathedrale verlegt, und vor ihm wurde ein großer Vorplatz geschaffen. Das Südportal erhielt um 1465 einen Portikus im Stil der katalanischen Spätgotik.

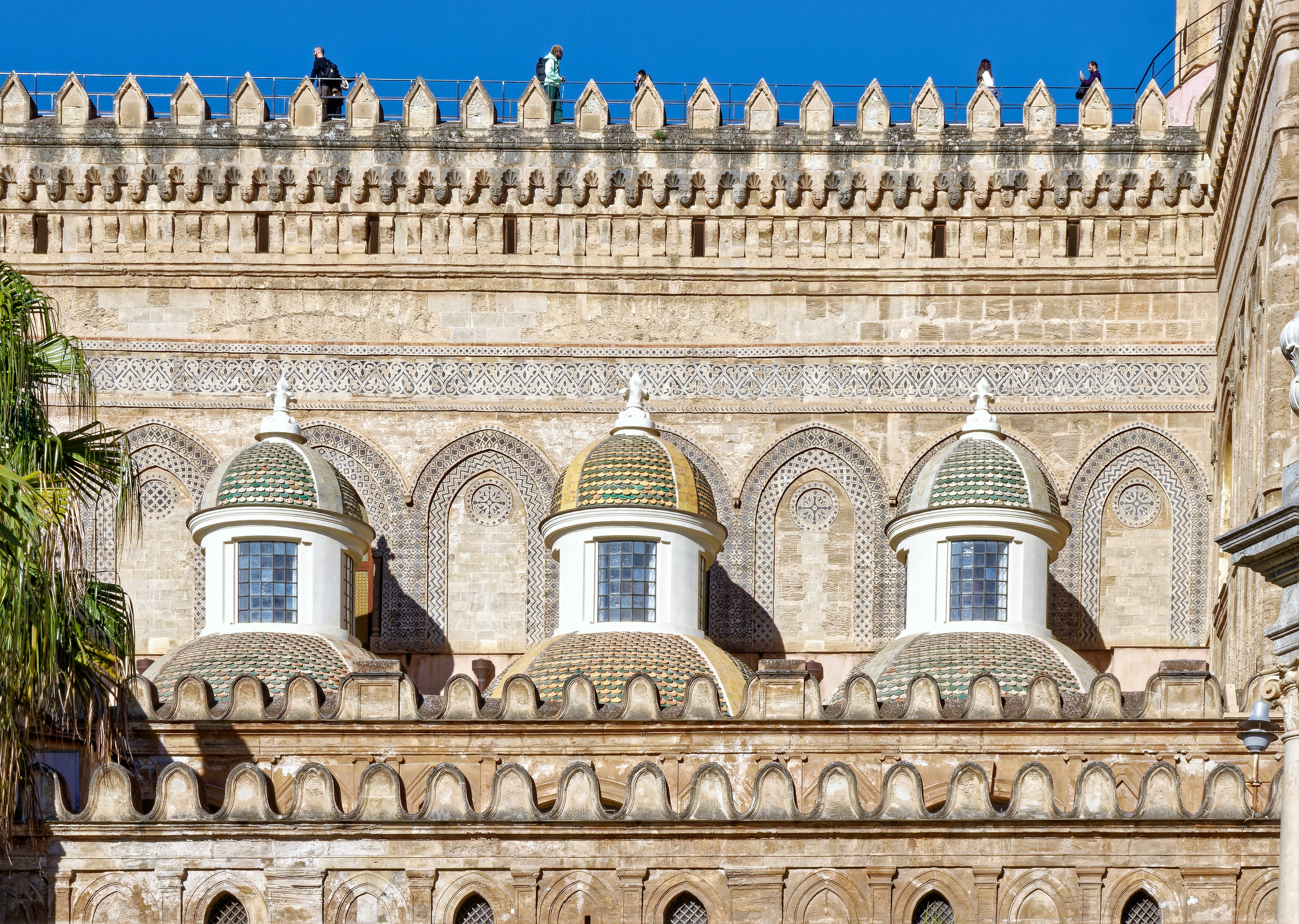
Barockkuppeln über den Seitenschiffen

1781 bis 1801 veränderte Ferdinando Fuga durch einen groß angelegten Umbau das äußere und innere Erscheinungsbild der Kathedrale grundlegend. Fuga errichtete eine klassizistische Kuppel über der Vierung und ersetzte die Dächer der Seitenschiffe jeweils durch eine Reihe kleinerer Kuppeln, die nun die Außenfassade des Mittelschiffs verdecken. Auch im Inneren erfuhr die Kathedrale einen Umbau im Stil des Klassizismus. Dabei wurden die Säulen, die zwischen dem Mittelschiff und den Seitenschiffen jeweils in Vierergruppen gemeinsam auf einem Sockel standen und hohe Spitzbögen trugen, durch massive Pfeiler und Kreisbögen ersetzt. Außerdem wurde das große Retabel hinter dem Altar entfernt, das mit 38 Heiligenstatuen geschmückt war, ein Werk der Bildhauerfamilie Gagini vom Anfang des 16. Jahrhunderts. Ein Teil der Statuen wurde 1950 wieder in den Dom gebracht und an den Pfeilern aufgestellt.
Als der alte Wehrturm vor der Westfassade einen neugotischen Aufsatz erhielt, erfuhr der Dom im 19. Jahrhundert den letzten großen Umbau.

## Äußeres

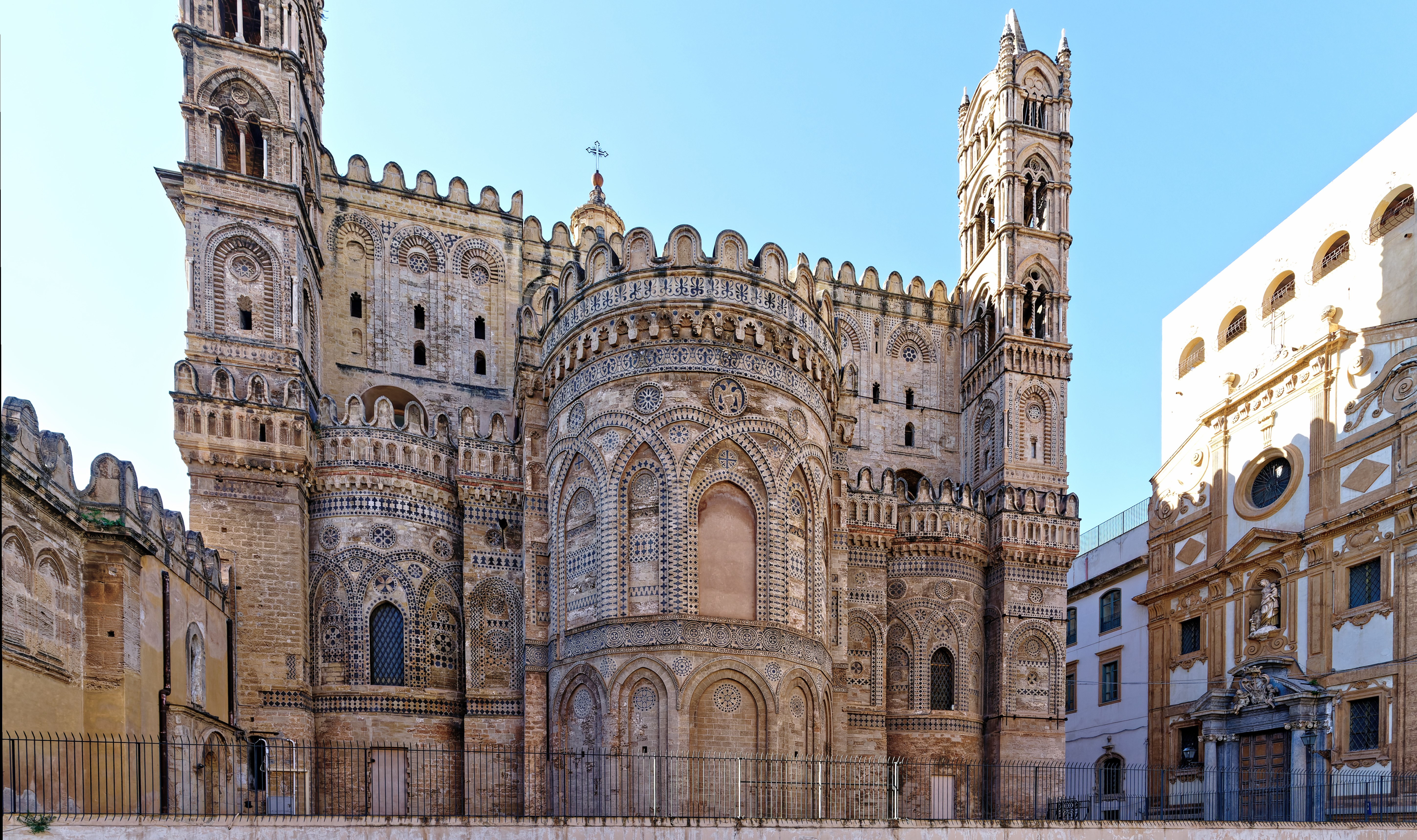
Apsis mit arabesken Intarsien

Im Kern ist die Kathedrale eine normannische Wehrkirche in Form eines Kubusbaus mit einem Mittelschiff, einem Querschiff und zwei niedrigeren Seitenschiffen. Bischof Walter ließ einen großen Turm vor der Westfassade errichten, der nur über Spitzbogenarkaden mit dem Hauptbau in Verbindung steht. An den vier Ecken der Kirche stehen kleinere Ecktürme.

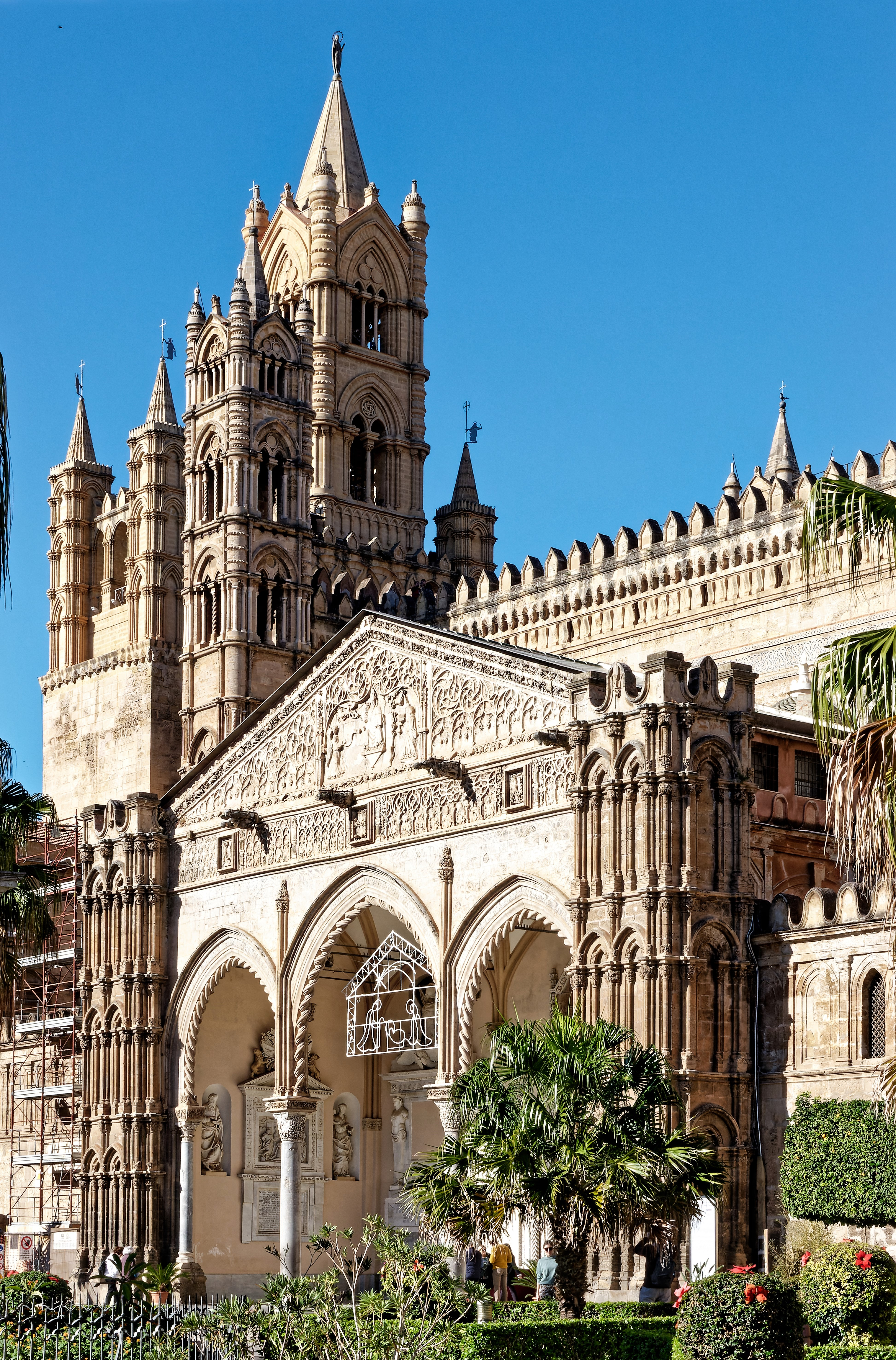
Spätgotischer Portikus

An den drei Apsiden ist deutlich der arabische Einfluss zu erkennen. Sich überkreuzende Blendarkaden mit Steinintarsien sind ähnlich ausgebildet wie an der etwa gleichzeitig gebauten Kathedrale von Monreale, wirken jedoch strenger im Stil.
Prägend für den äußeren Eindruck ist die große Kuppel Ferdinando Fugas. Auch die kleineren Kuppeln über den Seitenschiffen verfremden den normannisch-arabischen Gesamteindruck.
Das Südportal, das heute als Haupteingang von dem Vorplatz aus dient, wurde 1426 von Antonio Gambara errichtet, die Holztüre mit geschnitzten Figuren von Francesco Miranda stammt aus dem Jahre 1432. Der spätgotische Portikus, der dem Südportal vorgelagert ist, ist von zwei kleineren vorgezogenen Türmchen flankiert. In dem Giebelfeld des Portikus thront Christus zwischen Maria und dem Erzengel Gabriel. 1989 wurde bei Renovierungsarbeiten ein Teil des ursprünglichen Portikus freigelegt, auf dem ein filigraner Lebensbaum dargestellt ist.

## Inneres

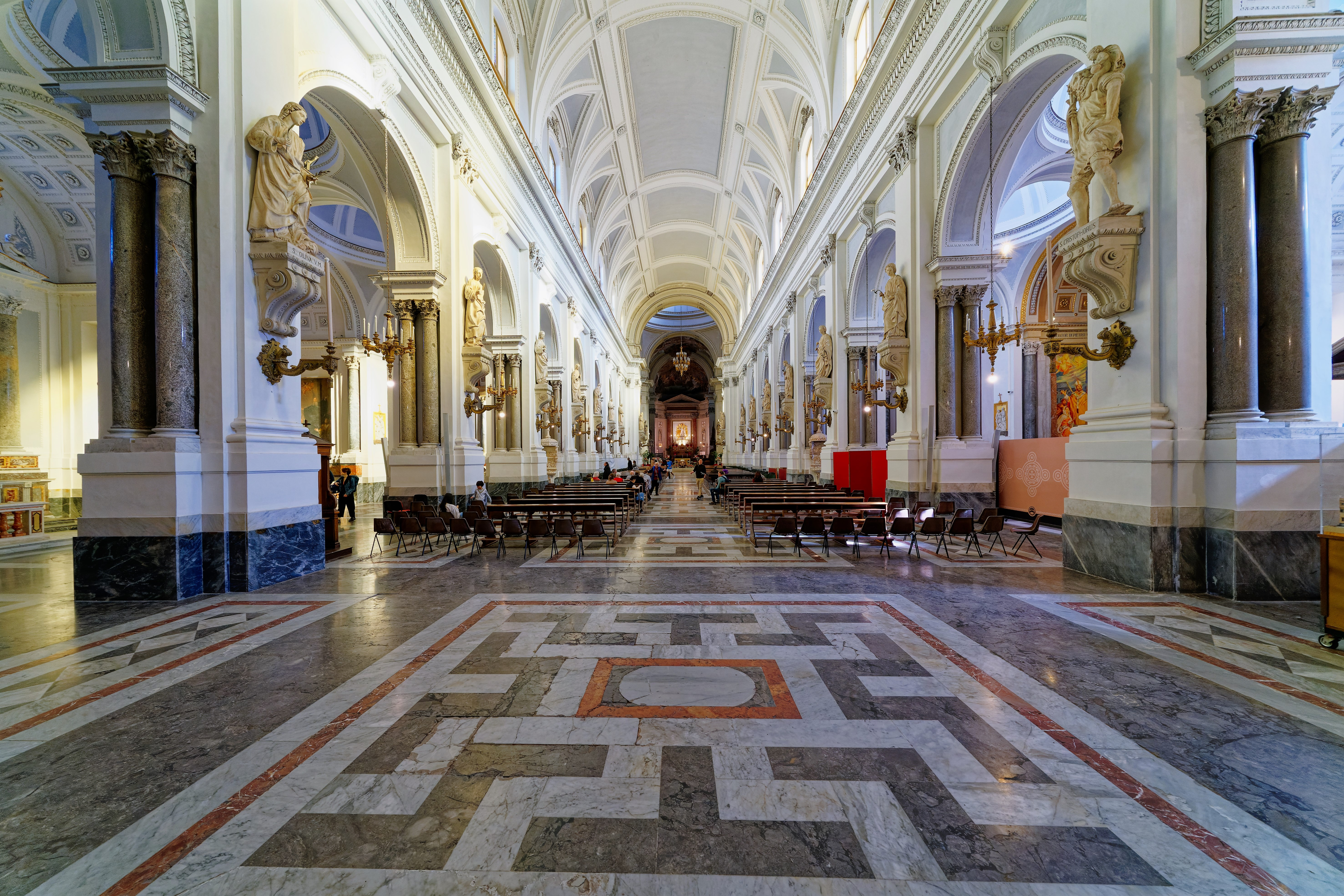
Hauptschiff und Apsis

Das Innere ist geprägt durch den Umbau vom Ende des 18. Jahrhunderts und zeigt eine klassizistische Pfeilerbasilika über dem Grundriss eines lateinischen Kreuzes. Den Pfeilern sind die Säulen vorgeblendet, die ursprünglich die Bögen zwischen dem Hauptschiff und den Seitenschiffen stützten. An den Pfeilern steht auch ein Teil der Figuren, die ursprünglich das Retabel von Gagini schmückten.
Weitere wertvolle Bildhauerarbeiten sind die Marmorstatue der Madonna mit dem Kind von Francesco Laurana (1469), das Weihwasserbecken hinter dem vierten Pfeiler, das früher Domenico Gagini zugeschrieben wurde, und die Madonna della Scala von Antonello Gagini (1503) auf dem Altar in der neuen Sakristei.

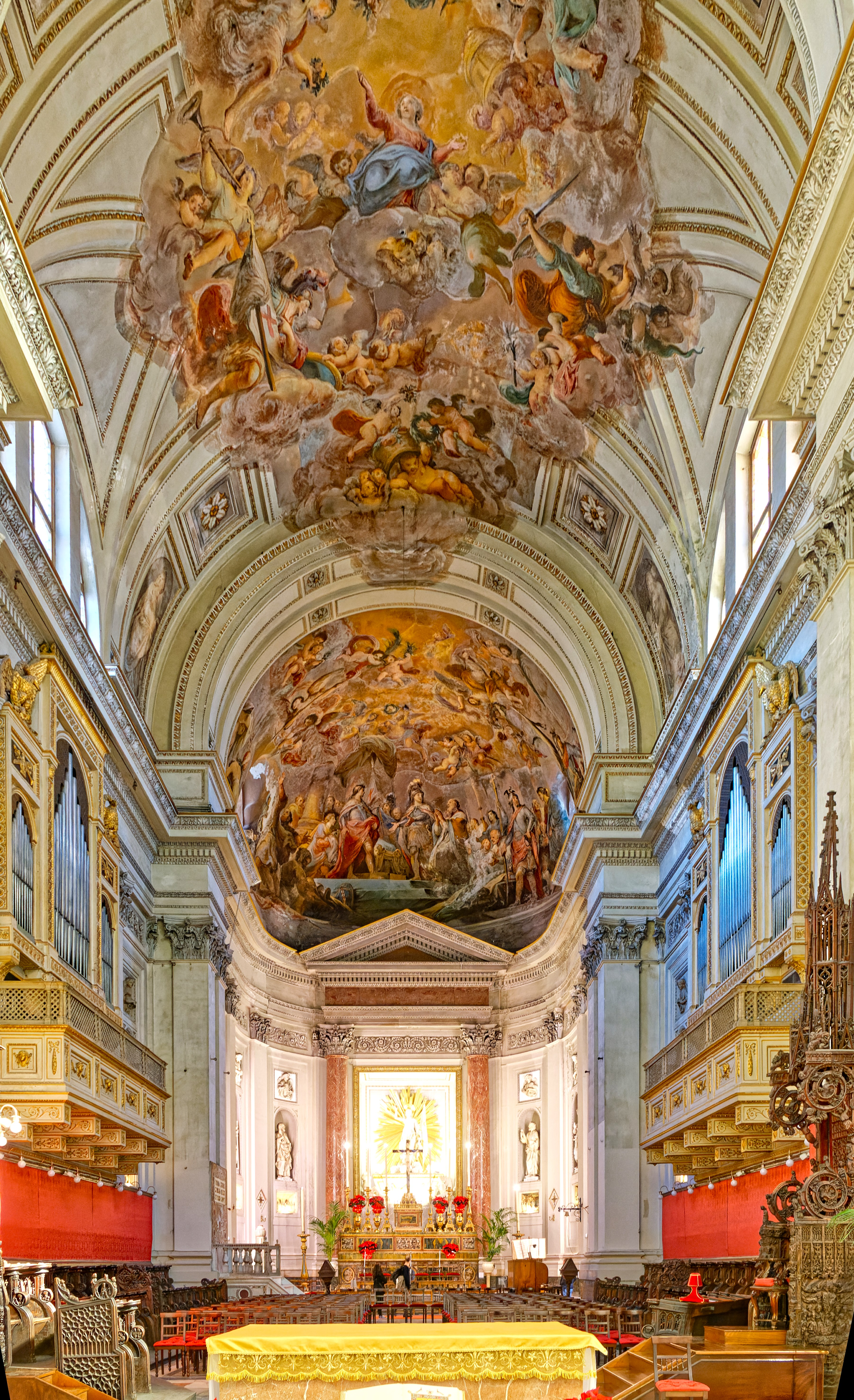
Blick in den Altarraum

Rechts neben dem Presbyterium liegt die Kapelle der heiligen Rosalia. In einer Silberurne aus dem Jahre 1632 werden hier die Reliquien der Stadtpatronin Palermos aufbewahrt. Weitere Silberurnen bergen die Reliquien der heiligen Cristina und der heiligen Ninfa.
In der Krypta sind die Sarkophage der Erzbischöfe Palermos aufgestellt. Dabei handelt es sich teilweise um wiederverwendete römische Sarkophage.

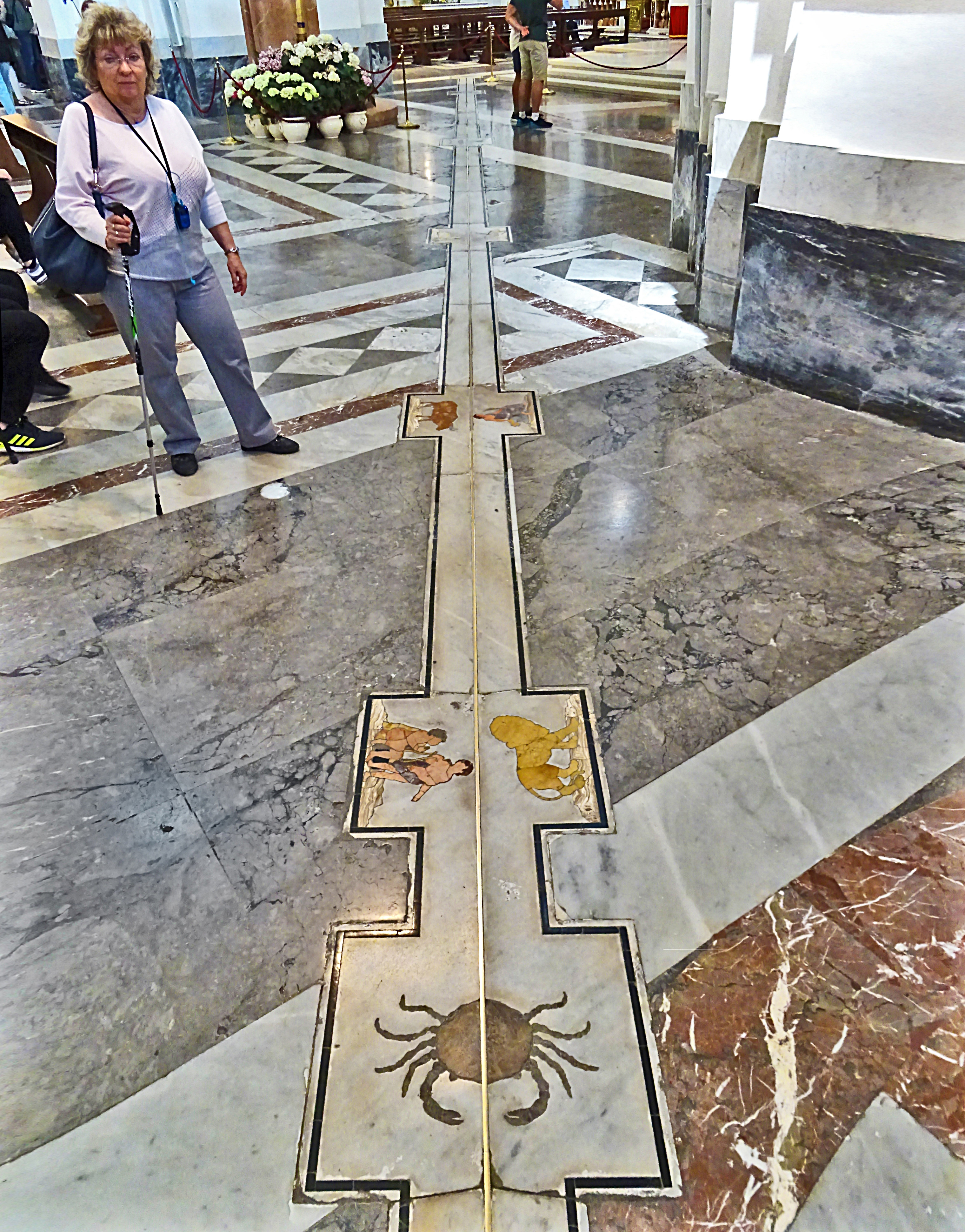
Jahres-Sonnenlauf durch die Tierkreiszeichen

Auf dem Boden vor dem Altarraum befindet sich eine horizontale Meridianlinie, die der Astronom Giuseppe Piazzi 1801 anbringen ließ. Sie verläuft genau in Richtung des astronomischen Meridians und fungiert als eine Art Sonnenuhr. Mit ihr wolle Piazzi die auf dem Sonnentag basierende äquinoktiale Stundenteilung populär machen. Gegenüber der traditionellen Einteilung „all’italiana“ zählt sie – was heute selbstverständlich ist – nicht vom Sonnenuntergang weg, sondern von Mitternacht. Das Licht der Sonne, das durch eine kleine Öffnung in einer der Kuppeln im Seitenschiff fällt, überquert die in den Boden eingelassene und exakt Nord-Süd verlaufende Linie aus Messing immer genau um 12 Uhr mittags. Durch den sich im Jahresverlauf ändernden Sonnenstand können zudem die Sonnenwenden, die Tagundnachtgleiche sowie die Tierkreiszeichen abgelesen werden, was auch für die Bestimmung des Osterdatums von Bedeutung ist.

## Orgel
Die Orgel wurde in den 1950er Jahren von der Orgelbaufirma Tamburini erbaut. Das Instrument hat 57 Register auf vier Manualen und Pedal. Die Trakturen sind elektrisch.

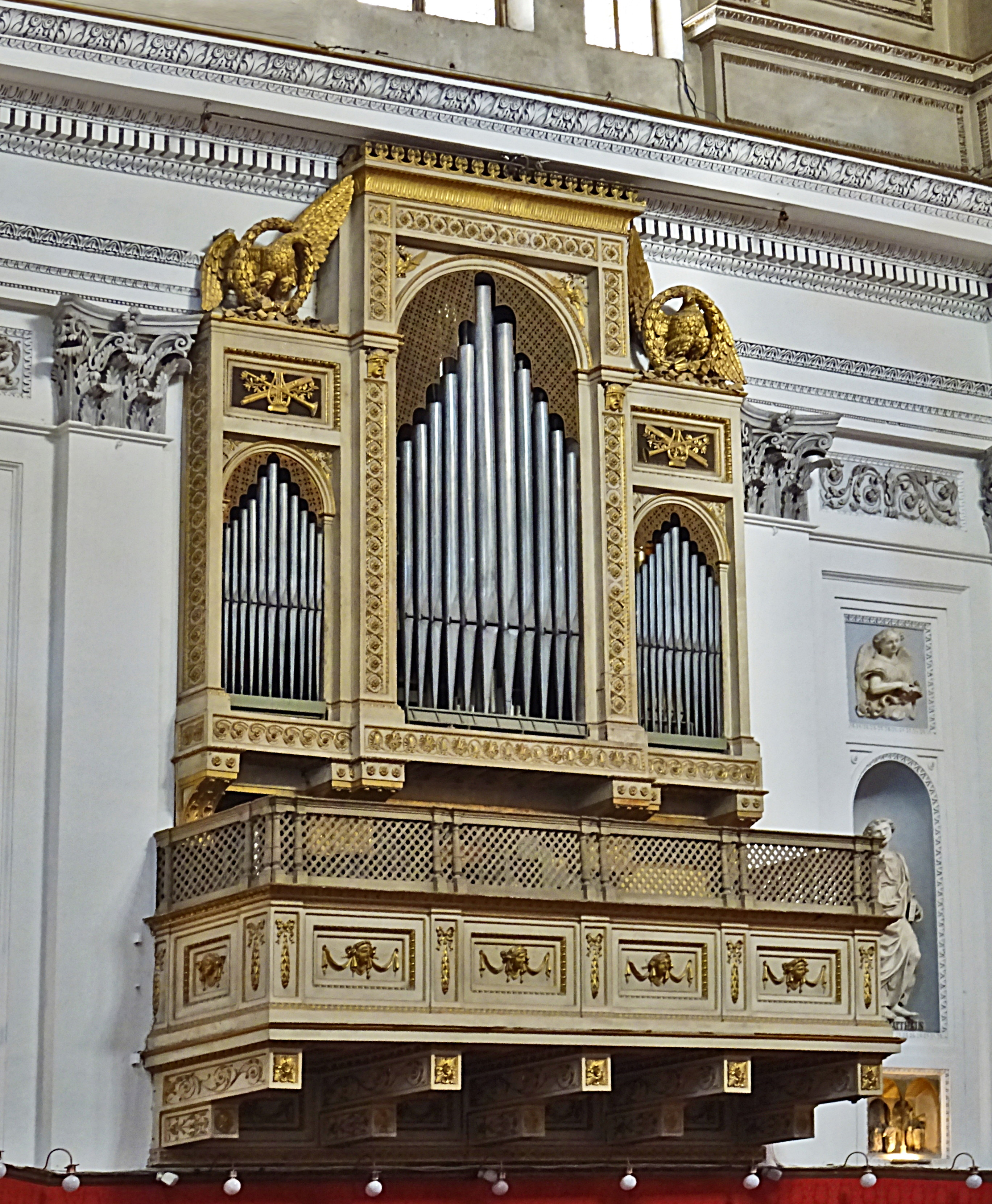
Seitenorgel

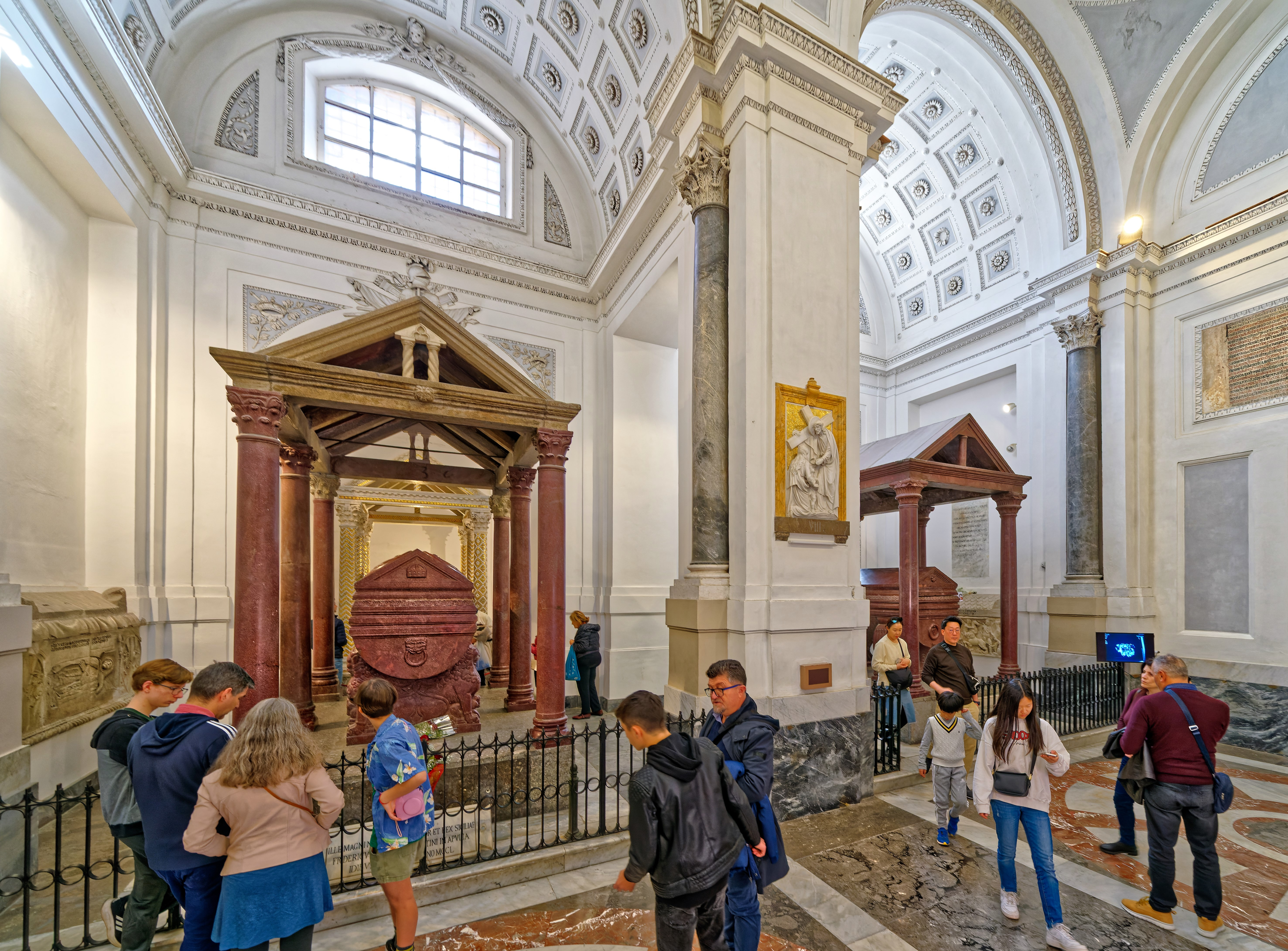
Blick in die Grabkapelle

| I Positivo Espressivo C-c4 |        |
| Bordone                    | 16′    |
| Principalino               | 8′     |
| Bordone                    | 8′     |
| Salicionale                | 8′     |
| Flauto ottavinante         | 4′     |
| Flauto in XII              | 2 ⁄3′  |
| Terza di Nazardo           | 1 3⁄5′ |
| Ottavino                   | 2′     |
| Cornetto V                 |        |
| Tromba armonica            | 8′     |
| Tremolo                    |        |

| II Grand'Organo C-c4 |       |
| Principale           | 16′   |
| Principale           | 8′    |
| Principale Forte     | 8′    |
| Flauto armonico      | 8′    |
| Dulciana             | 8′    |
| Ottava               | 4′    |
| Principalino         | 4′    |
| Duodecima            | 2 ⁄3′ |
| Decimaquinta         | 2′    |
| Ripieno III          |       |
| Ripieno VI           |       |
| Tromba               | 16′   |
| Tromba               | 8′    |
| Chiarina             | 4′    |
| Unda maris           | 8′    |

| III Espressivo C-c4 |     |
| Controgamba         | 16′ |
| Viola               | 8′  |
| Eufonio             | 8′  |
| Corno di camoscio   | 8′  |
| Fugara              | 4′  |
| Sesquialtera II     |     |
| Coro Viole IV       |     |
| Oboe                | 8′  |
| Corno francese      | 8′  |
| Campane             |     |
| Tremolo             |     |

| IV Eco Espressivo C-c4 |    |
| Eolina                 | 8′ |
| Corno di notte         | 8′ |
| Flauto orchestrale     | 8′ |
| Flauto a Camino        | 4′ |
| Eolina                 | 4′ |
| Armonia Eterea IV      |    |
| Voce celeste           | 8′ |
| Voci corali            | 8′ |
| Cromorno               | 8′ |
| Campane                |    |
| Tremolo                |    |

| Pedale C-g1  |     |
| Acustico     | 32′ |
| Contrabbasso | 16′ |
| Subbasso     | 16′ |
| Violone      | 16′ |
| Basso        | 8′  |
| Bordone      | 8′  |
| Violoncello  | 8′  |
| Ottava       | 4′  |
| Flauto       | 4′  |
| Bombarda     | 16′ |
| Trombone     | 8′  |
| Campane      |     |
| Tremolo      |     |

## Kaiser- und Königsgräber
Seit dem Umbau im 18. Jahrhundert sind die Königsgräber in einer Seitenkapelle hinten im rechten Seitenschiff aufgestellt. Ursprünglich standen sie rechts und links der Hauptapsis.

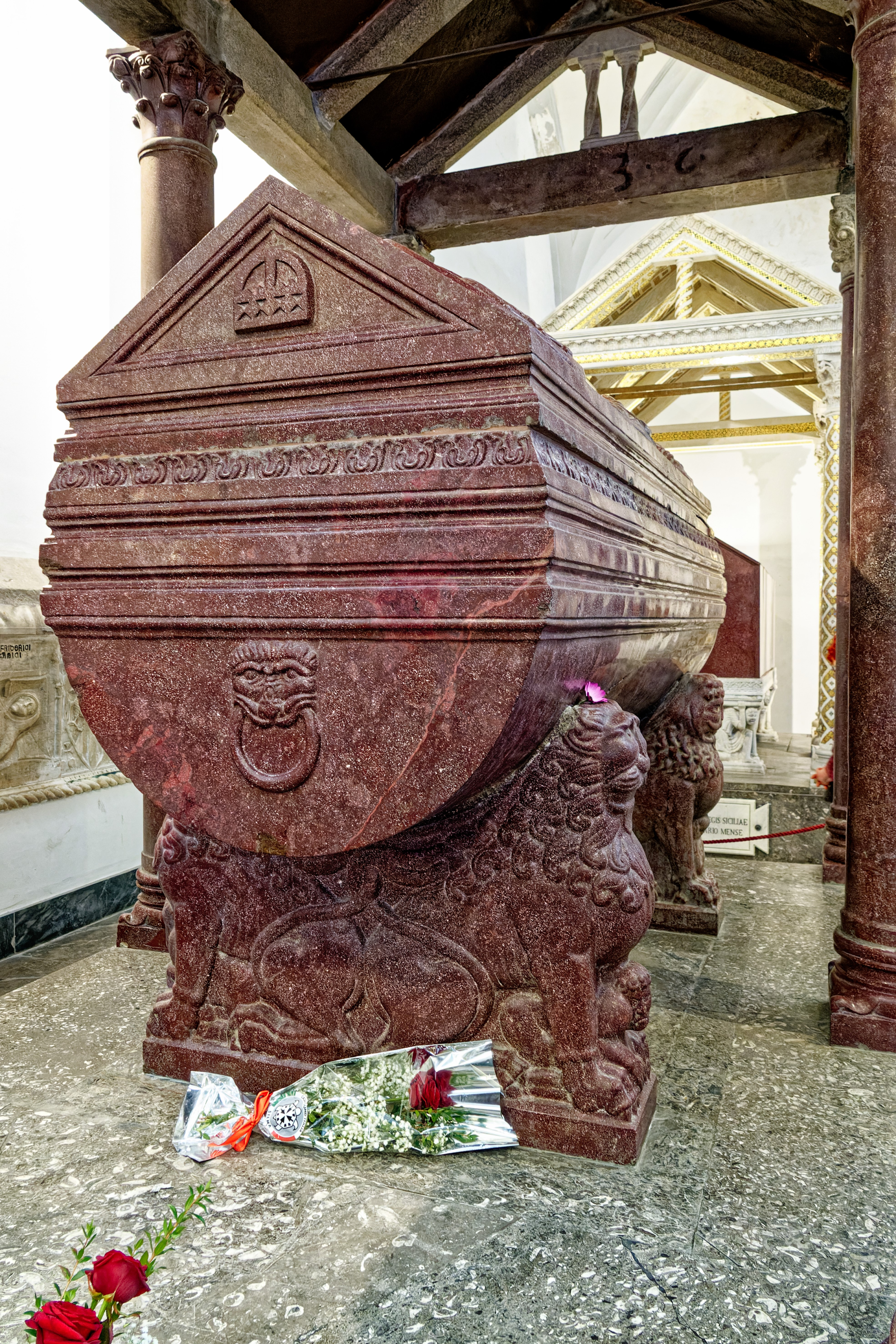
Sarkophage Friedrichs II. und Rogers II.

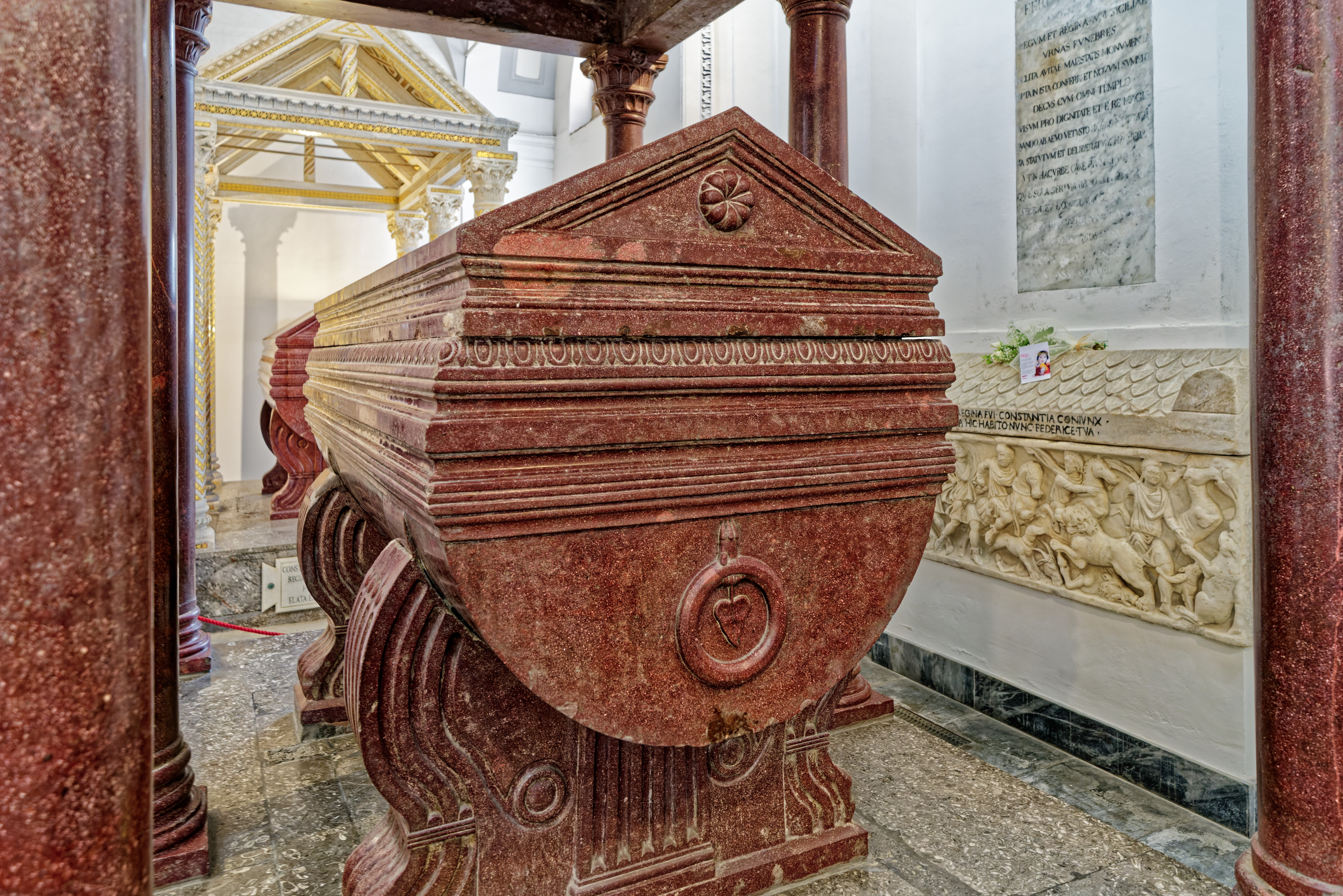
Sarkophage Heinrichs VI. und Konstanzes

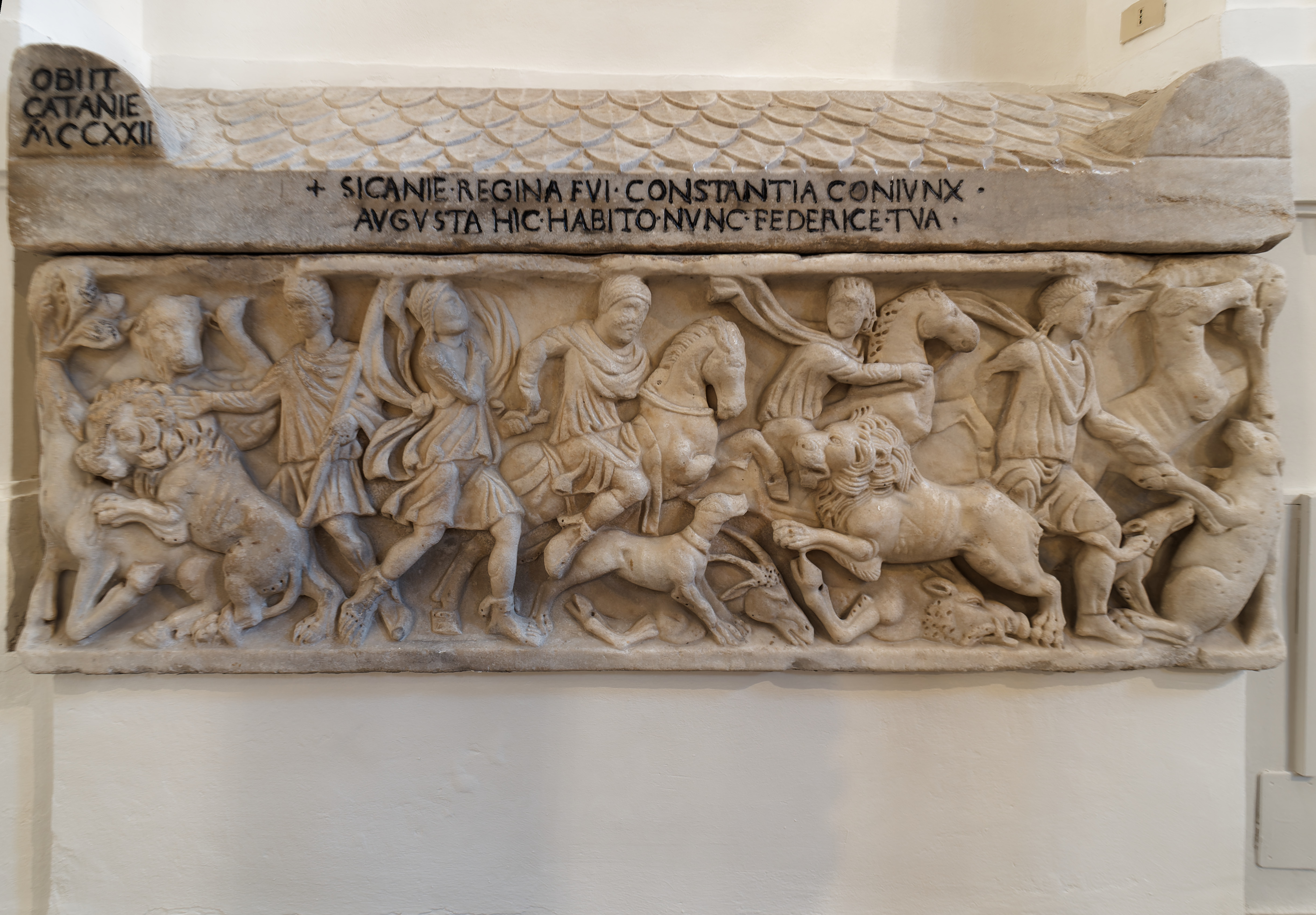
Sarkophag Konstanzes von Aragon

In der vorderen Reihe stehen zwei Porphyrsarkophage unter von sechs Porphyrsäulen getragenen Baldachinen, links der Sarkophag von Friedrich II. († 1250), rechts der seines Vaters Heinrich VI. († 1197). Diese beiden Sarkophage hatte Roger II. 1145 in Auftrag gegeben und im Querschiff der Kathedrale von Cefalù aufstellen lassen. Während der eine als seine Grablege vorgesehen war, sollte der andere „als Zeichen und zur Erinnerung an meinen Namen“ leer bleiben. Nachdem aber Roger II. in Palermo und seine beiden Nachfolger Wilhelm I. und Wilhelm II. in der Kathedrale von Monreale beigesetzt worden waren, hatte Friedrich II. die Sarkophage 1215 für sich und seinen Vater nach Palermo geholt.
Der Sarkophag Friedrichs II. ist besonders kunstvoll ausgeführt. Er wird von Doppellöwen getragen, die ein bevorzugtes Motiv Rogers II. waren und u. a. auch in den Mosaik des Saals Rogers im Normannenpalast und auf dem Krönungsmantel dargestellt sind. In diesem Sarkophag wurden neben Friedrich II. auch die Könige Friedrich III. († 1338) und Peter II. († 1342) beigesetzt. Als 1782 der Sarkophag geöffnet wurde, fand man den Leichnam Friedrichs II. unversehrt. Da er nach seinem Tod in Castel Fiorentino bei Lucera zunächst nach Messina überführt und erst im Februar 1251 in Palermo beigesetzt wurde, muss eine Fäulnis verhütende Behandlung angenommen werden. Dass der Leichnam noch 500 Jahre später erhalten war, ist jedoch in diesem Fall weniger den verwendeten Konservierungsmethoden, sondern vielmehr den günstigen klimatischen Umständen zuzuschreiben, die eine natürliche Erhaltung des Leichnams begünstigten, wie zahlreiche weitere Funde im Raum Palermo belegen.
In der zweiten Reihe stehen zwei weitere Porphyrsarkophage unter von sechs mit Mosaiken verzierten Säulen getragenen Baldachinen, links der von Roger II. († 1154), rechts der seiner Tochter Konstanze von Sizilien († 1198), der Frau Heinrichs VI. und Mutter Friedrichs II.
In einem römischen Sarkophag aus dem 3. oder 4. Jahrhundert an der rechten Wand liegen die Gebeine von Konstanze von Aragón († 1222), der Ehefrau Friedrichs II.

## Schatzkammer

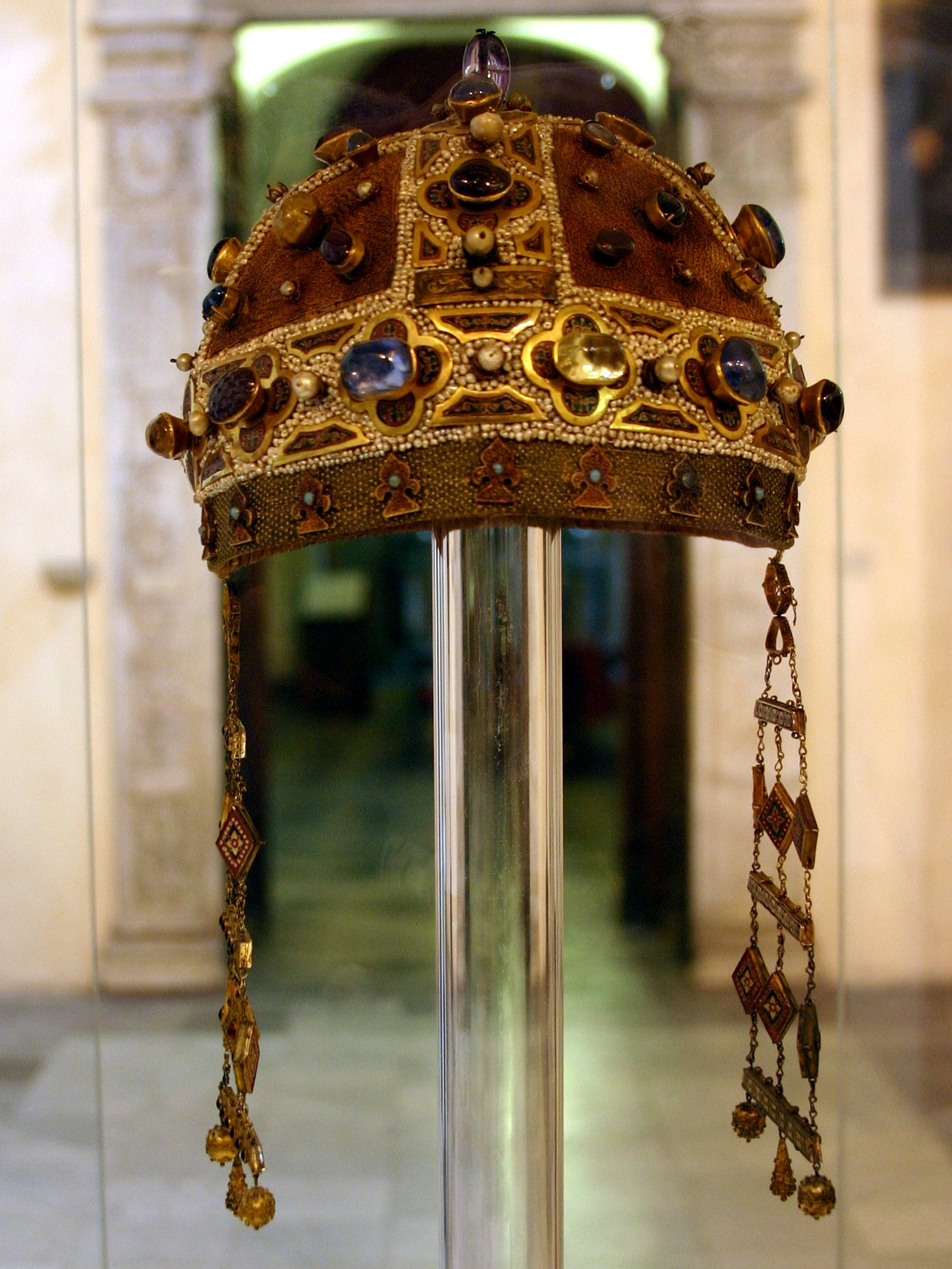
Krone der Konstanze von Aragón

Der Zugang zu der Schatzkammer befindet sich rechts von der Kapelle der heiligen Rosalia. In der Schatzkammer sind vor allem liturgische Gewänder ausgestellt.
Das Prunkstück der Sammlung ist eine Krone, die nach dem Vorbild der Krone der byzantinischen Kaiser (Kamelaukion) angefertigt wurde. Charakteristisch sind die Seitengehänge (Pendilien). Diese Krone hatte Friedrich II. seiner Frau Konstanze von Aragón mit ins Grab gegeben.